# مؤتمر الاتحاد الإفريقي
مؤتمر الاتحاد الإفريقي أو مؤتمر رؤساء دول وحكومات الاتحاد هو أحد الأجهزة الرئيسية للاتحاد الإفريقي.